# Oscar Vilariño
Oscar Vilariño (fl. XX secolo) è stato un calciatore uruguaiano, di ruolo difensore.

## Carriera

### Club
Ha sempre giocato nel campionato uruguaiano.

### Nazionale
Con la maglia della Nazionale ha preso parte al campeonato sudamericano nel 1957.